# Гіоргі Абуашвілі
Гіоргі Абуашвілі (груз. გიორგი აბუაშვილი; нар. 8 лютого 2003, Тбілісі, Грузія) — грузинський футболіст, нападник клубу Колхеті-1913.

## Ігрова кар'єра

### Клубна
Гіоргі Абуашвілі народився в Тбілісі і є вихованцем столичного «Динамо». У червні 2019 року нападник вперше вийшов на поле в основі «Динамо» у чемпіонаті країни. В тому сезоні Абуашвілі провів лише одну гру але він отримав медаль чемпіона Грузії.
Наступний раз нападник вийшов на поле у сезоні 2021 року. Влітку того ж року він перейшов до португальського клубу «Порту», де він продовжив свою кар'єру у фарм-клубі «Порту Б».
У серпні 2023 року перейшов до румунського клубу «Петролул».
У лютому 2024 року повернувся на батьківщину, де уклав контракт з командою Колхеті-1913.

### Збірна
З 2018 року Гіоргі Абуашвілі виступав за юнацькі збірні Грузії.
З 2022 року захищає кольори молодіжної збірної Грузії. Наразі у складі збірної відіграв 13 матчів в яких забив два голи.

## Титули
Динамо (Тбілісі)
- Чемпіон Грузії: 2019, 2020